# Tyihvin
Tyihvin (cirill betűkkel Тихвин) város Oroszországban, a Leningrádi terület Tyihvini járásának és a tyihvini városi településnek a közigazgatási központja.

## Fekvése
Szentpétervártól 200 kilométerre keletre, a Tyihvinka folyó partjain terül el, a Ladoga-tó vízgyűjtő területén.

## Története
Első említése 1383-ból való, várossá 1773-ban nyilvánították.

## Népessége
Lakosainak száma 58 136 fő (2018. január 1.)

## Itt született
- 1844-ben a híres orosz zeneszerző, Nyikolaj Andrejevics Rimszkij-Korszakov (1844–1908).

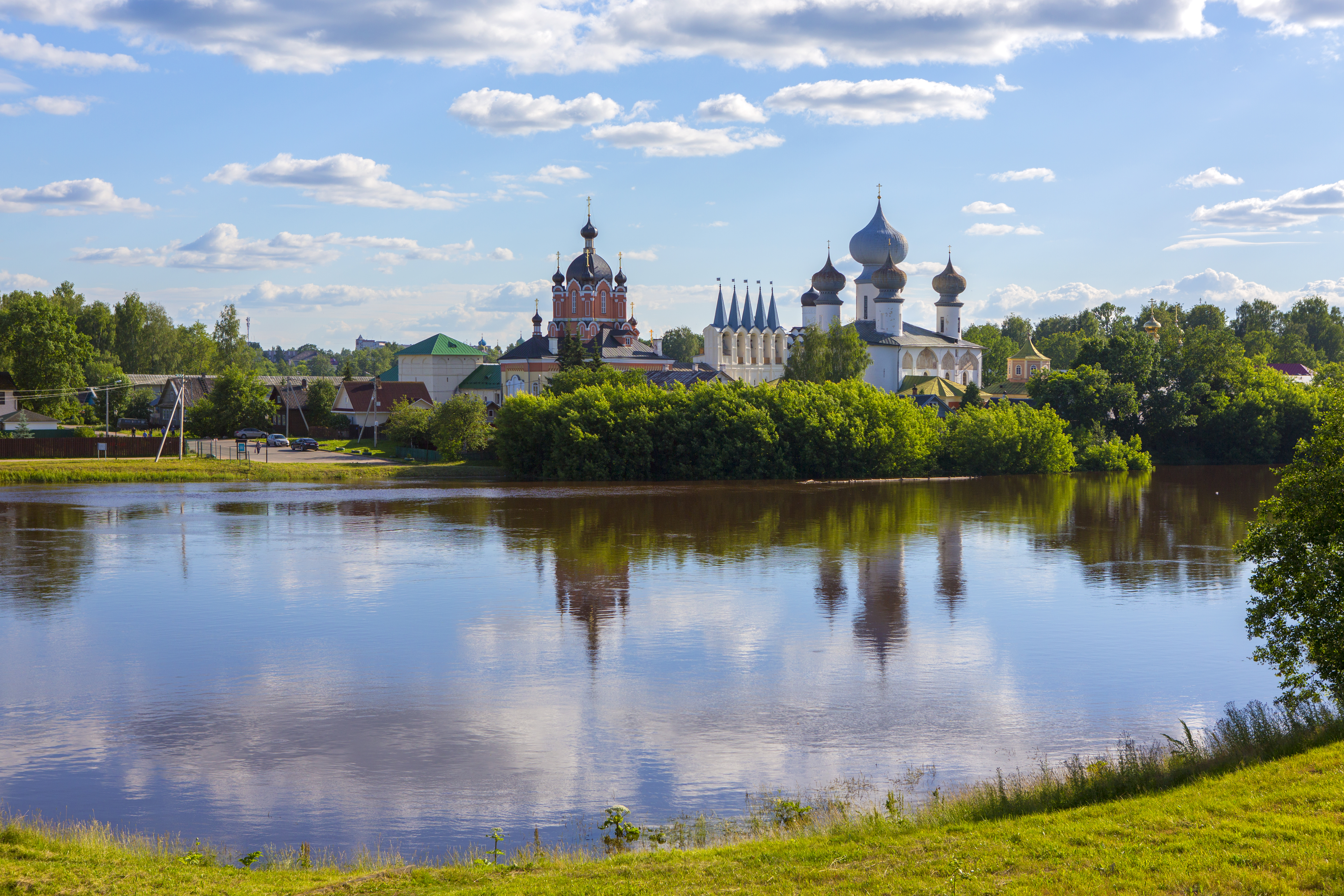
Az Istenanya elszenderülése ortodox monostor
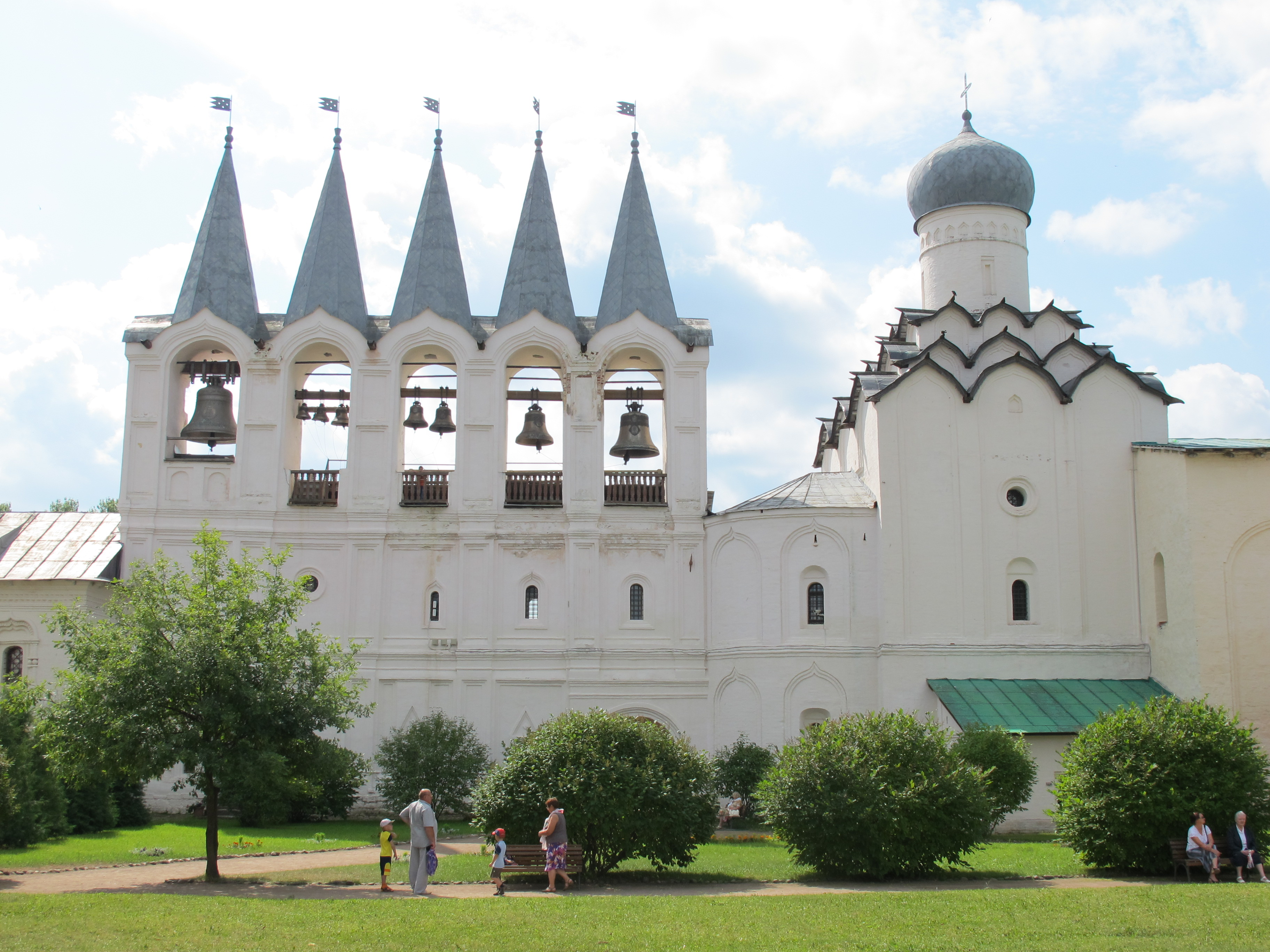
A monostor közelebbről
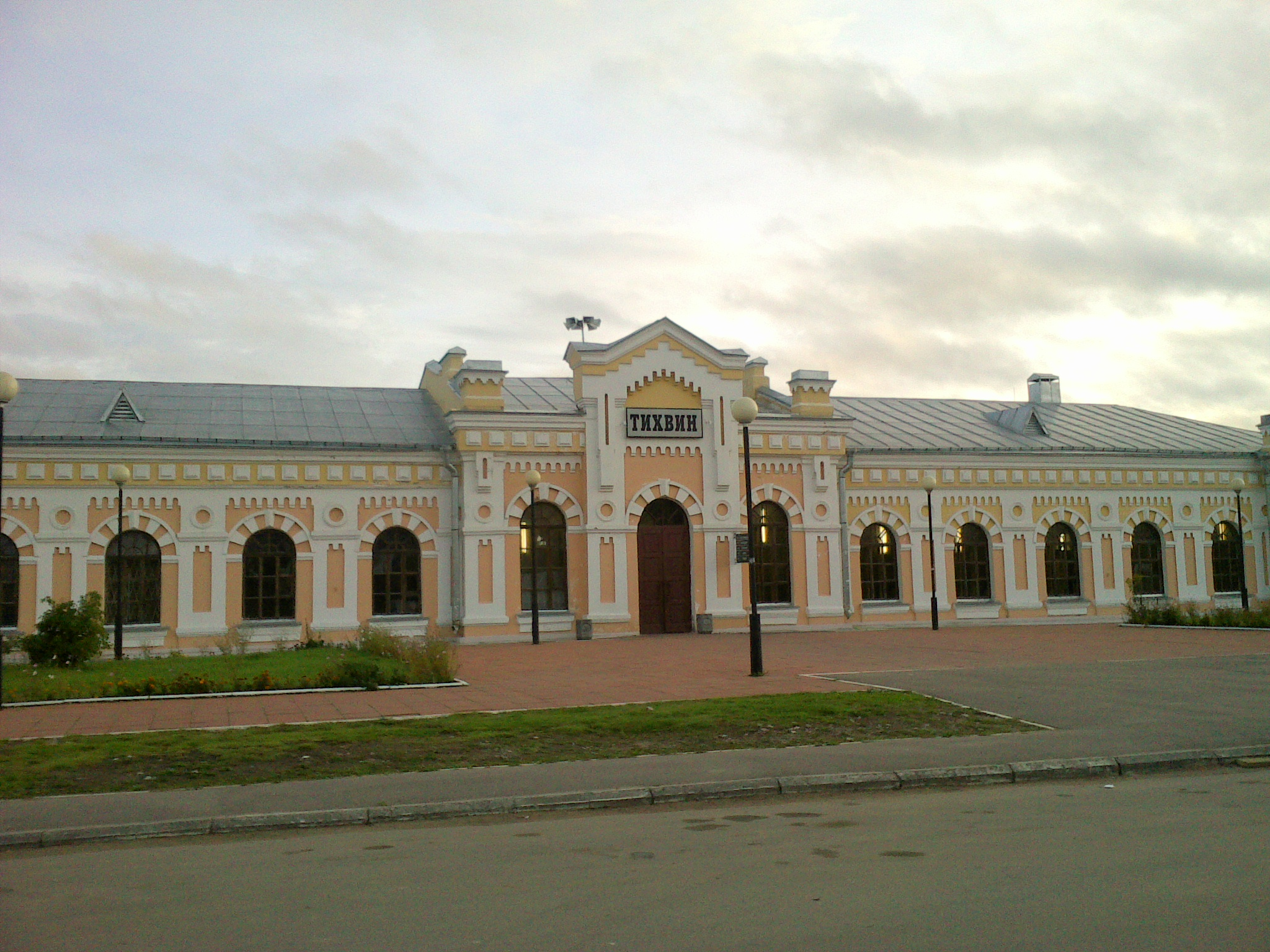
Vasútállomás
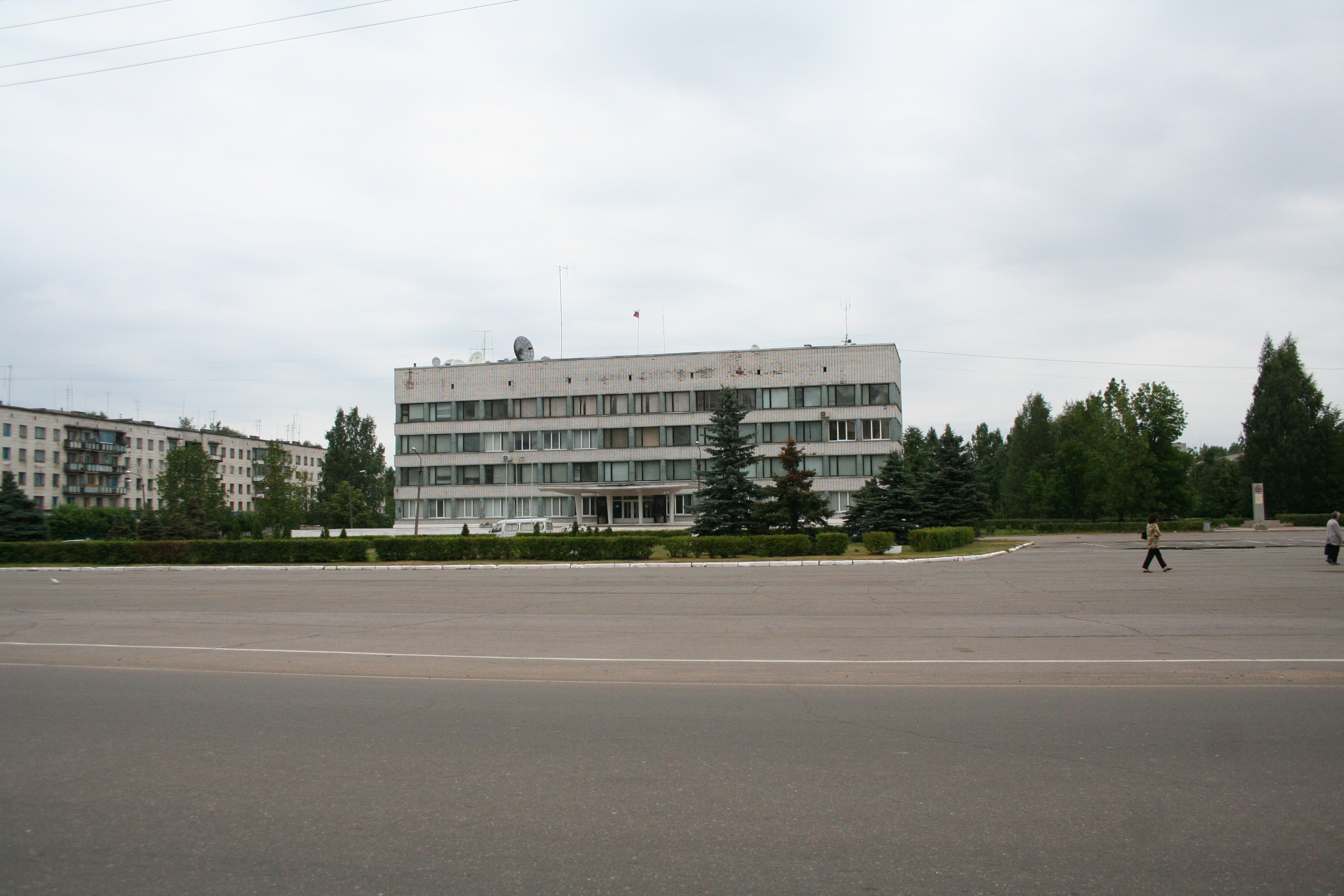
Városháza

## Fordítás
- Ez a szócikk részben vagy egészben  a   Tichvin című olasz Wikipédia-szócikk ezen változatának fordításán alapul.  Az eredeti cikk szerkesztőit annak laptörténete sorolja fel. Ez a jelzés csupán a megfogalmazás eredetét és a szerzői jogokat jelzi, nem szolgál a cikkben szereplő információk forrásmegjelöléseként.